# Jacobus Johannes Pieter Oud
Jacobus Johannes Pieter Oud  (Purmerend, 1890. február 9. – Wassenaar, 1963. április 5.) holland építész, tanulmányait a delfti műszaki egyetemen végezte. 1917-ben egyike volt a De Stijl csoport alapítóinak. 1918-ban Rotterdam város építészévé nevezték ki. 1922-ben a Bauhausban is tartott előadásokat.

## Munkássága
1917-ben egyike a De Stijl művészcsoport alapítóinak, amelyből azonban kilépett (1918), de a csoport művészeti elveinek egy részét továbbra is magáénak vallotta.  Az 1918. évi városi (fő)építészi kinevezését követően nagyméretű munkás-lakásépítési lakótelepeket tervez (Hoek van Holland: 1924, Rotterdam: 1925.) 1927-ben a stuttgarti nemzetközi építészeti kiállításon kisméretű házakkal beépített teraszt mutatott be.

## Főbb művei
- Hoek van Holland: munkáslakótelep, 1924
- Rotterdam: munkáslakótelep, 1925
- Stuttgart nemzetközi építészkiállítás: kislakásos telep

## Szakirodalmi művei
- Holländische Artcitectur – Bauhaus, 1926